# Team Seas
Team Seas，風格化為#TEAMSEAS，是一個國際合作籌款活動，由YouTuberMrBeast和馬克·羅伯發起，為活動Team Trees的後續。該籌款活動成功地籌集了超過3300萬美元，籌款活動的所有捐款都捐給了海洋保護協會和海洋清潔組織。活動承諾每捐贈1美元就能從海洋中清除1磅（0.45公斤）的海洋垃圾，從而達到清除3000萬磅（1400萬公斤）的海洋垃圾目標。截至2023年5月4日已籌集到33,344,634美元。

## 背景
之前的籌款活動Team Trees於2019年10月25日由MrBeast和Mark Rober發起。他們實現了籌集2000萬美元的目標。自Team Seas開始之日起仍可以在Team Trees網站上進行捐贈並更新種植進度。

## 傳播
Team Seas的目標是在2021年底前透過籌集3000萬美元從海洋中清除3000萬磅（1400萬公斤）的海洋垃圾，每捐贈一美元就能清除一磅。該項目於2021年10月29日星期五下午1點（PT）透過網際網路在許多不同的社交媒體平台上大規模發布。在YouTube上來自145個國家和地區的數千名創作者（總計達10億的關注人數）製作了有關籌款活動的影片。大多數創作者解釋了Team Seas的目的，並說服觀眾在他們的整個影片中向Team Seas捐款，而有些創作者則是在他們的影片中做出簡短的解釋。抖音上的影片也為該活動提供了捐款貼紙。
MrBeast於2021年10月29日發布了一段影片，影片顯示他的團隊作為海洋保護協會的志願者正在清理來自多米尼加共和國的巴霍斯德艾納中受污染的海灘。馬克·羅伯在同一天發布了一段與海洋清理組織一起拍攝的影片。
2021年11月1日，Shopify首席執行官托比亞斯·呂特克捐赠了1,200,001美元，超越了他向Team Trees捐贈的1,000,001美元。

## 外部連結
- 官方网站